# Джон Брискър
Джон Брискър (на английски: John Brisker) е американски професионален баскетболист.

## Спортна кариера
Брискър играе шест сезона в АБА и НБА като част от Питсбърг Кондорс и Сиатъл Суперсоникс, като прави средно 20.7 точки на игра в хода на кариерата си (26.1 точки за игра в ABA и 11.9 точки за игра в НБА).
Брискър развива репутацията си като един от най-нестабилните играчи в баскетбола. Според неговия съотборник от „Кондорс“ Чарли Уилямс: „Той е отличен играч, но ако кажеш нещо нередно на този човек, то ти имаш чувство, че ще отиде до торбата си, ще извади пистолет и ще те застреля“.
Най-прочутият момент на Брискър е срещу Денвър Нъгетс (Рокетс). Той е изхвърлен само след две минути в игра за лакът на Арт Бекер. По неизвестни причини той се връща на полето още три до Бекер, преди полицията да го отведе в съблекалнята.

## Изчезване в Уганда
През 1978 г. Джон Брискър изчезва, след като пътува до Уганда. Според някои слухове, той е отишъл в Уганда като наемник, а според други, че е поканен като гост от диктатора Иди Амин. Последната потвърдена връзка с Брискър е през април 1978 г., след което се предполага, че е бил екзекутиран с огнестрелно оръжие, когато Амин е свален от власт през 1979 г. Брискър е обявен за мъртъв през 1985 г.